# Destutia oblentaria
Destutia oblentaria là một loài bướm đêm trong họ Geometridae.